# SMSS J160639.78-100010.7
Désignations
SMSS J160639.70-100010.7, abrégé SMSS J1606-1000, est un système binaire très exotique située à 107,9 ± 1,5 pc (∼352 al) de la Terre, dans la constellation du Scorpion. Il est l'un des premiers systèmes binaires connus à héberger une naine blanche à fort champ magnétique ainsi qu'une naine brune, toutes deux dans une binaire rapprochée.

## Système binaire
Les deux astres de la binaire sont très rapprochés, la période du système est de 92 minutes (0,064 jour) seulement.

### Naine blanche
La naine blanche peut être qualifiée de rotateur rapide et son champ magnétique est mesuré à 30 GT. Elle présente une température de surface de 9 600 K et une gravité de surface de log g = 8,2. Cela permet d'estimer sa masse, qui est de 0,72 M☉ ainsi qu'un âge de refroidissement (âge de naine blanche et non de l'étoile progénitrice) de 970 millions d'années.

#### Étoile progénitrice
L'étoile progénitrice de la naine blanche était une étoile de la séquence principale dont la masse était comprise entre 2,5 et 3,5 M☉ avec une durée de vie sur la séquence principale (avant son stade de naine blanche) de 300 à 700 millions d'années. L'âge total de l'astre (incluant sa phase de naine blanche) est donc de 1,3 à 1,6 milliard d'années.

### Naine brune
La naine brune ne se situe pas dans la limite de Roche de sa compagne mais les deux astres peuvent être en phase d'accrétion. Il peut aussi arriver que le système soit en transfert de masse lors de périodes où les deux astres du système se rapprochent suffisamment, et que la naine brune entre dans la limite de Roche de la naine blanche.
L'astre est à la frontière entre une naine brune et une étoile de faible masse puisque sa masse est estimée à 60 MJ et son rayon est estimé à 0,89 RJ. La photométrie du télescope VISTA dans la bande J suggère que sa température de surface est de 1 500 K, et que sont type spectral est de L8.